# Пихалепа
Општина Пихалепа (ест. Pühalepa vald) рурална је општина у источном делу округа Хијума на западу Естоније.
Општина обухвата источни део острва Хијума и заузима територију површине 255 km2. Према статистичким подацима из јануара 2016. на територији општине је живело око 1.530 становника, или у просеку око 6 становника по квадратном километру.
Административни центар општине налази се у селу Темпа у ком живи свега око 19 становника.
На територији општине налази се 47 села. 